# Liparis finetiana
Liparis finetiana är en orkidéart som beskrevs av Rudolf Schlechter. Liparis finetiana ingår i släktet gulyxnen, och familjen orkidéer.
Artens utbredningsområde är Nya Kaledonien. Inga underarter finns listade i Catalogue of Life.